# Meloe elegantulus
Meloe elegantulus là một loài bọ cánh cứng trong họ Meloidae. Loài này được Semenov & Arnoldi miêu tả khoa học năm 1934.